# Dicranomyia micronychia
Dicranomyia micronychia là một loài ruồi trong họ Limoniidae. Chúng phân bố ở miền Cổ bắc.